# Euryalida
Los euriálidos (Euryalida) son un orden de ofiuroideos. Son grandes estrellas de mar frágiles, planctonívoras, de aguas profundas y frías.

## Características
Este orden consiste principalmente en grandes estrellas frágiles que comen plancton, con grandes brazos alargados y con frecuencia ramificados, que permiten filtrar el agua de mar capturando el plancton, un poco como sus primos los crinoideos. Viven a menudo empaquetados en forma de bola durante el día y extienden los brazos por la noche para alimentarse; no obstante, muchas especies son abisales y desconocemos estas variaciones. De hecho, estos animales viven principalmente en aguas frías o muy profundas, protegidas de los depredadores a los que su método de alimentación los expondría.

## Taxonomía
El orden Euryalida incluye 193 especies en tres familias:
- Familia Asteronychidae Ljungman, 1867

- Familia Euryalidae Gray, 1840

- Familia Gorgonocephalidae Ljungman, 1867

## Galería

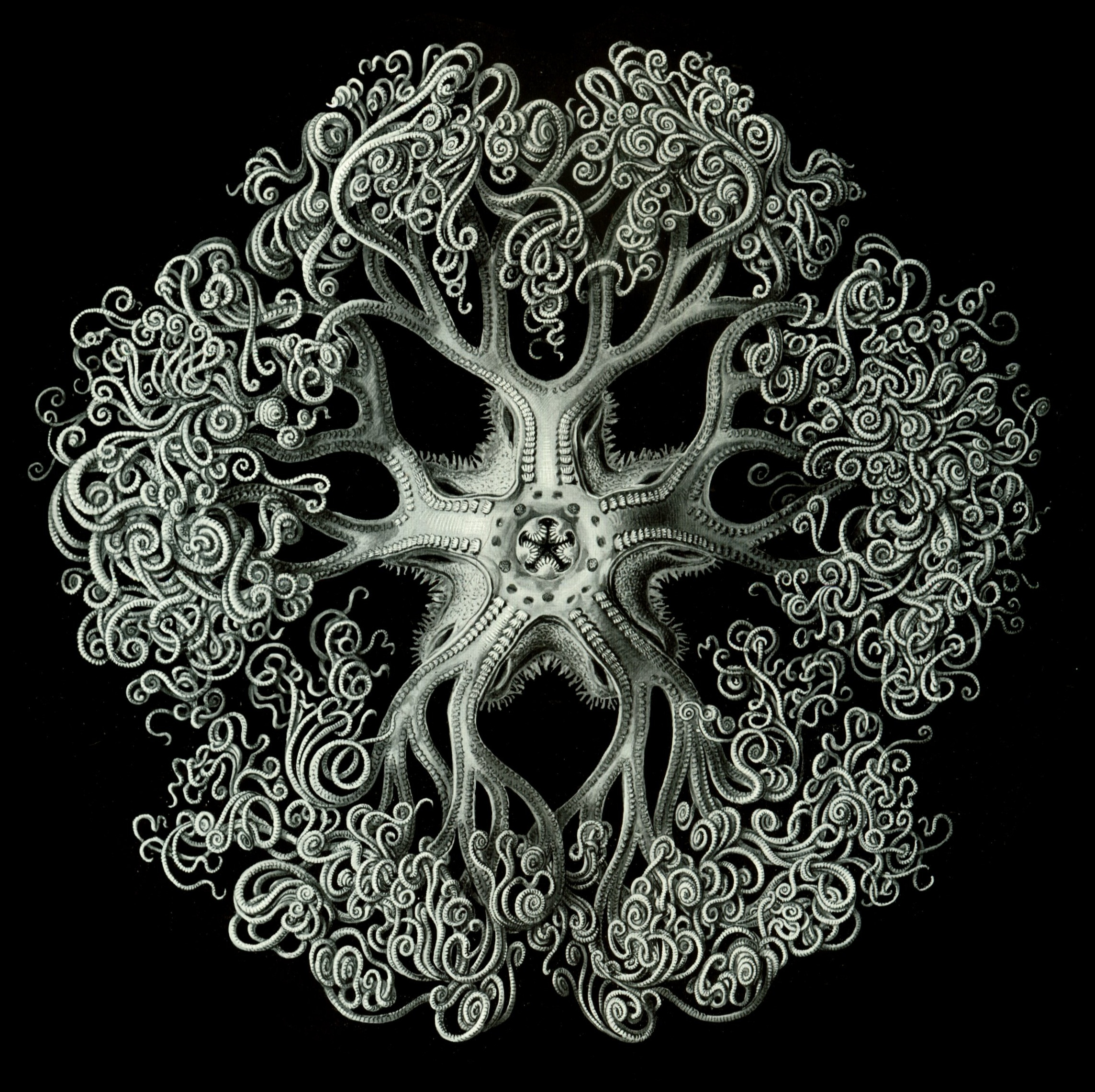
Un Gorgonocephalus replegado (dibujo de Ernst Haeckel (1904).
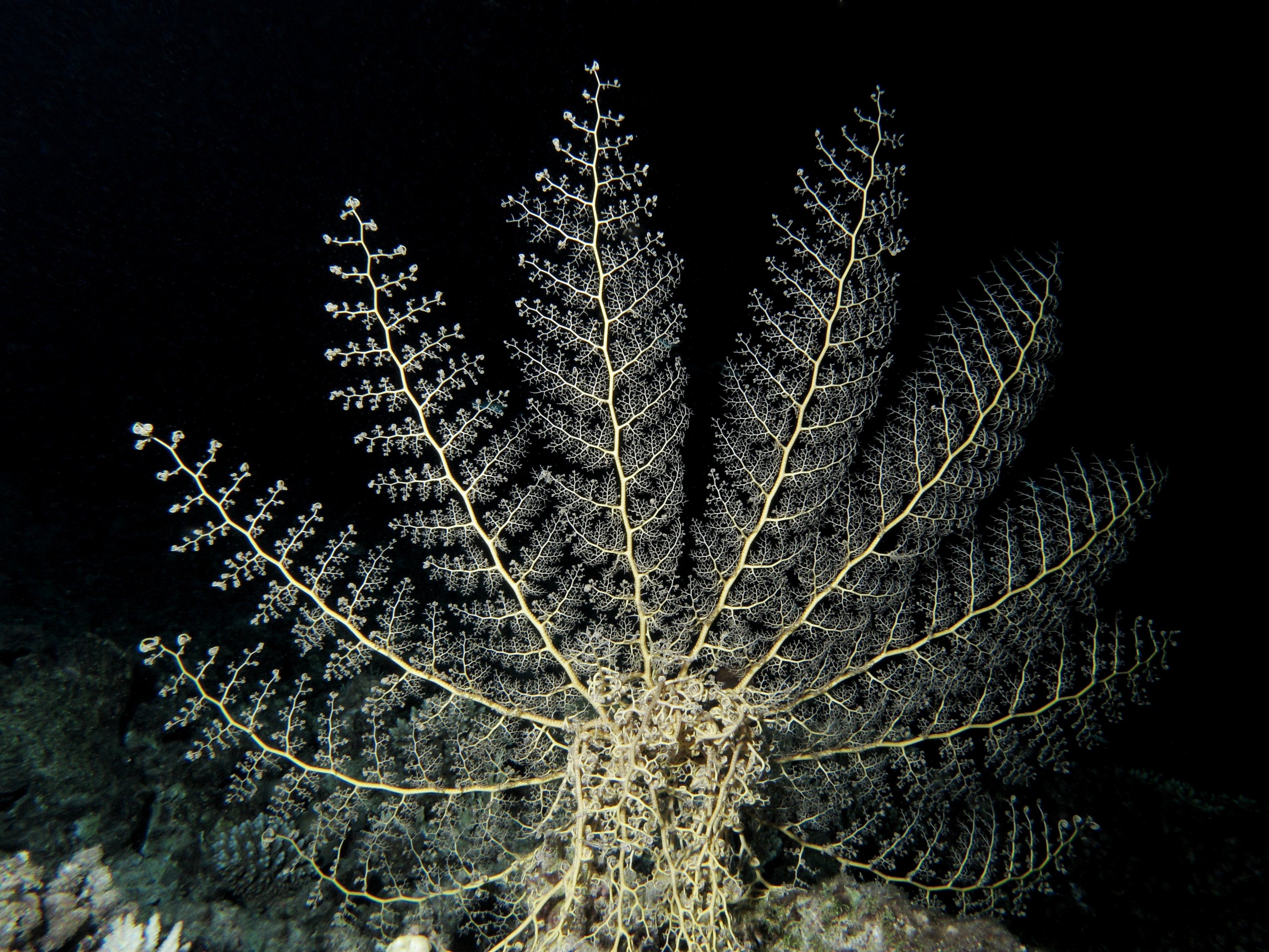
Un Gorgonocephalidae alimentándose de noche en el Mar Rojo.
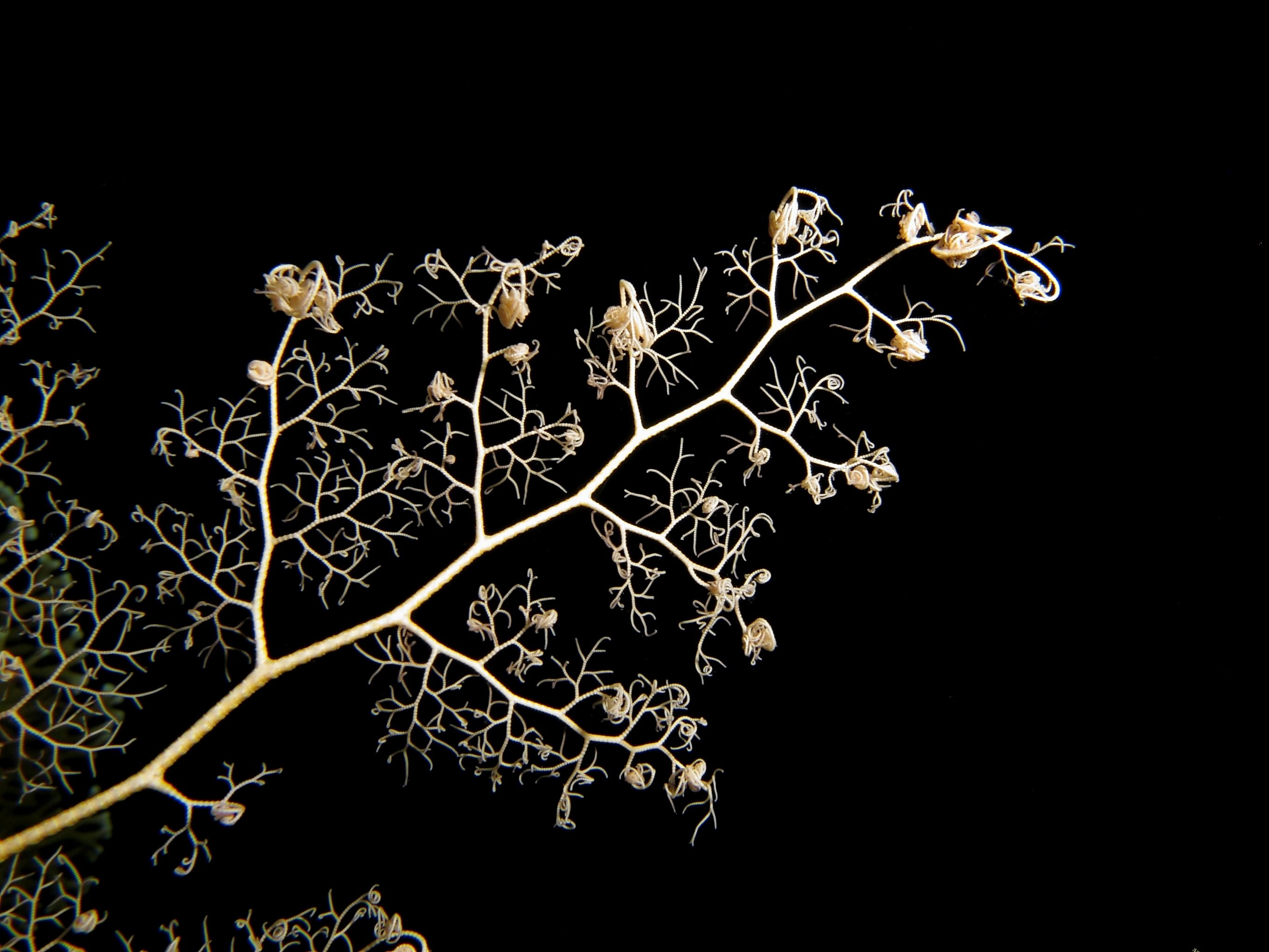
Primer plano de un brazo de Gorgonocephalidae.
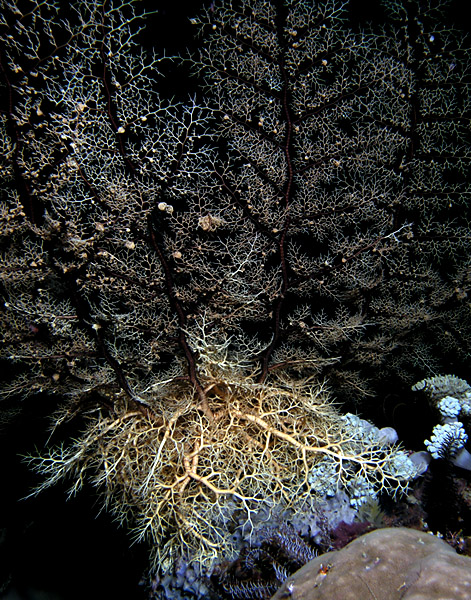
Astroboa granulatus
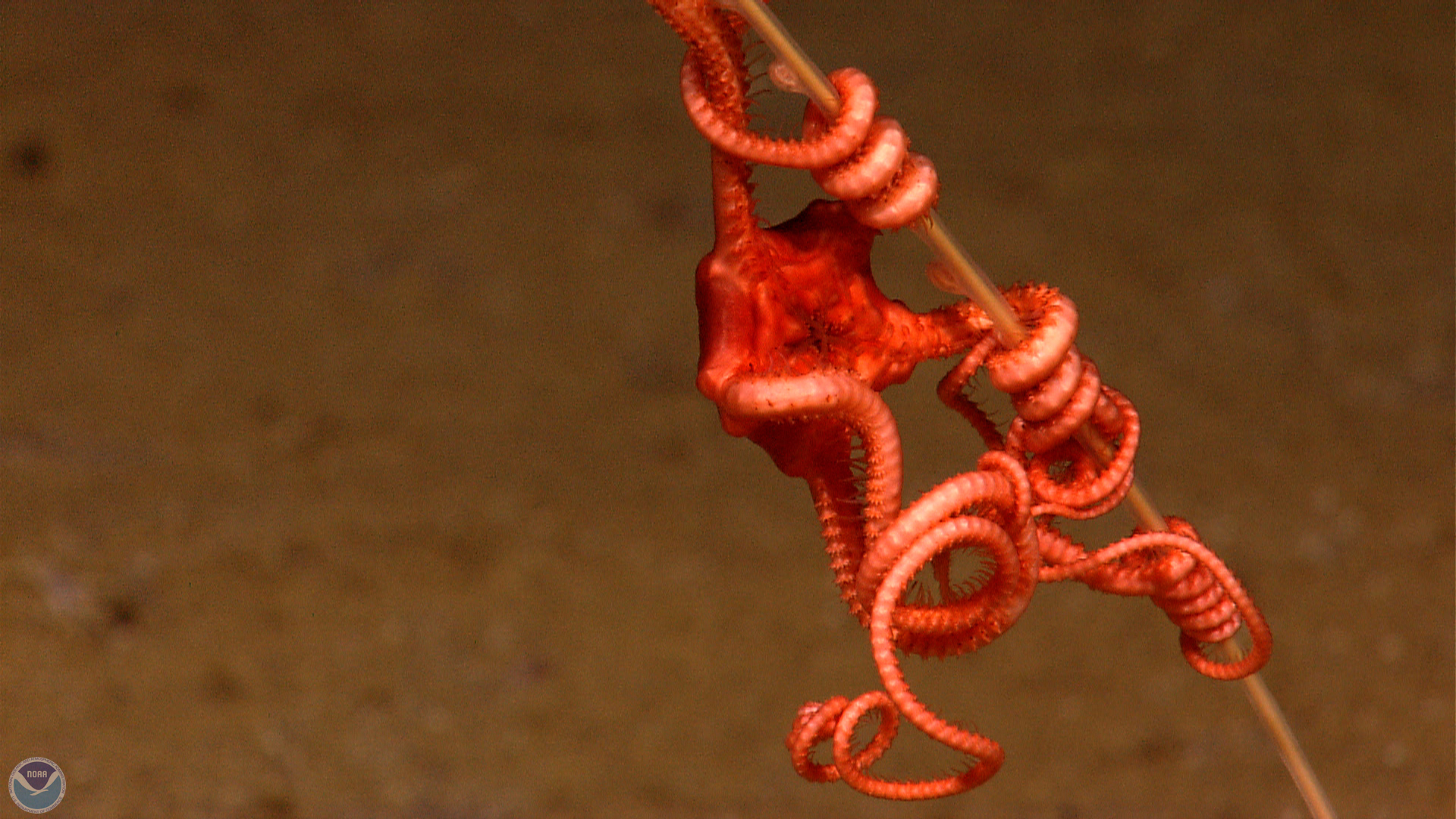
Un Euryalida abisal de brazos simples.